# Дмитриев, Николай Григорьевич
Николай Григорьевич Дмитриев (02.04.1926 — 12.12.2002) — российский ученый в области разведения сельскохозяйственных животных, племенного дела в скотоводстве, академик ВАСХНИЛ (1982).

## Биография
Родился в д. Шапково Солецкого района Новгородской области.
Участник войны: с сентября 1943 г. в партизанском отряде, с марта 1944 г. в действующей армии, связной-стрелок (3-й Прибалтийский фронт). Был тяжело ранен, в результате ампутирована левая рука. Демобилизован по инвалидности в марте 1945 г.
Окончил Новгородский с.-х. техникум (1945—1948), Ленинградский СХИ (1954) и его аспирантуру (1954—1956).
- 1956—1962 директор Детскосельской станции по племенной работе и искусственному осеменению, директор Гатчинского госплемрассадника;
- 1962—1969 зам. зав. с.-х. отделом Ленинградского обкома КПСС;
- 1969—1976 заместитель директора по научной работе ВНИИ разведения и генетики с.-х. животных;
- 1976—1979 ректор Ленинградского ветеринарного института;
- с 1979 директор (1979—1993), главный научный сотрудник (1997—2002) ВНИИ генетики и разведения с.-х. животных (с 1992 г. — Всероссийский НИИ генетики и разведения с.-х. животных).

По совместительству — председатель Президиума Отделения по Нечернозёмной зоне РСФСР ВАСХНИЛ (1988—1992), председатель Президиума Отделения по Нечернозёмной зоне РФ РАСХН (1993—1997).
Участник работы по улучшению чёрно-пёстрого и айрширского скота.
Избирался народным депутатом СССР.

## Награды и звания
Доктор сельскохозяйственных наук (1971), профессор (1972), академик ВАСХНИЛ (1982, член-корреспондент с 1978).
Лауреат премии Совета Министров СССР (1987). Заслуженный деятель науки Российской Федерации. Награждён орденами Октябрьской революции (1986), Трудового Красного Знамени (1981), «Знак Почёта» (1967), двумя орденами Отечественной войны I степени (1944, 1985), медалями.

## Научные труды
Автор более 200 научных трудов, в том числе 30 книг и брошюр. Сочинения:
- Каталог быков-производителей Гатчинского государственного племенного рассадника / Гатчин. гос. плем. рассадник круп. рогатого скота остфриз. породы, Гос. станция по искусств. осеменению с.-х. животных. — Л., 1957. — 127 с.
- Айрширский скот. — Л.: Колос. Ленингр. отд-ние, 1970. — 280 с. — То же. — 2-е изд., перераб. и доп. — 1982. — 272 с.
- Межпородное скрещивание в молочном скотоводстве / соавт.: М. М. Лебедев, П. Н. Прохоренко. — Л.: Колос. Ленингр. отд-ние, 1976. — 271 с.
- Породы скота по странам мира: Австралия. Азия. Америка. Африка. Европа: справ. кн. — Л.: Колос. Ленингр. отд-ние, 1978. — 351 с.
- Разведение сельскохозяйственных животных с основами частной зоотехнии и промышленного животноводства: учеб. для студентов вузов по спец. «Ветеринария» / соавт.: А. И. Жигачев и др. — Л.: Агропромиздат. Ленингр. отд-ние, 1989. — 511 с.